# Général Tapioca
Le général Tapioca est un personnage de fiction des Aventures de Tintin, créé par Hergé. Il n'apparaît que dans Tintin et les Picaros, dernier album achevé de la série en 1976, mais il est déjà cité dans trois albums précédents, L'Oreille cassée, Les Sept Boules de cristal et Coke en stock.

## Le personnage dans la série
Grand rival du général Alcazar, le général Tapioca lui dispute la présidence du San Theodoros, un État fictif d'Amérique du Sud. Dans le dernier album achevé de la série, Tintin et les Picaros, il accède au pouvoir grâce au soutien de la Bordurie, dont l'un des hommes de main, le colonel Sponsz, rebaptisé Esponja, devient son conseiller. Tapioca débaptise la capitale Las Dopicos pour la renommer en « Tapiocapolis » (qui sera changée plus tard en « Alcazaropolis » après la prise du pouvoir par les Picaros).
À la suite de l'arrestation de la Castafiore pour un prétendu complot contre sa personne, il accuse lors d'un discours télévisé, les habitants du château de Moulinsart (Tintin, le capitaine Haddock et le professeur Tournesol) d'être les instigateurs de cette machination visant à reporter au pouvoir Alcazar. Puis il les invite à venir s'expliquer directement à Tapiocapolis, ce qui est en réalité un piège, mais il est à nouveau renversé par Alcazar qui accepte à contrecœur de lui laisser la vie sauve à la suite d'un marché qu'il a fait avec Tintin. La fin de l'album montre Alcazar et Tapioca en rivaux en réalité parfaitement identiques quant à la mentalité.

## Sources d'inspiration
Le général Tapioca serait inspiré d'Alfredo Stroessner, dictateur du Paraguay depuis 1954. Alain Musset rapproche l'acte mégalomane du général Tapioca de renommer la capitale Las Dopicos en Tapiocapolis, puis Alcazaropolis par le général Alcazar, du changement de nom par le dictateur dominicain Rafael Trujillo de la capitale Saint-Domingue en Ciudad Trujillo. De même, en Union soviétique, les villes de Tsaritsyne et Saint-Pétersbourg avaient été rebaptisées Stalingrad et Leningrad, en l'honneur des deux dirigeants communistes Staline et Lénine. Quant aux uniformes des soldats de Tapioca comme des révolutionnaires, ils sont en grande partie tirés du grand reportage de Jean Lartéguy à propos du Che, intitulé Les Guérilleros et publié en 1967, qui regorge de photographies.
Les uniformes de l'armée tapioquiste sont en partie repris de ceux de l'armée chilienne sous la dictature de Pinochet.

## Analyse
Le philosophe Michel Eltchaninoff voit en Tintin et les Picaros une illustration de La Société du spectacle de Guy Debord, paru en 1967, dont la thèse est que « Tout ce qui était directement vécu s'est éloigné dans la représentation ». Il considère notamment la succession de coups d'État entre Tapioca et Alcazar n'est qu'un « un jeu de rôles absurde », instrumentalisé par les blocs de l'Est et de l'Ouest.
Par ailleurs, Tintin et les Picaros met en scène un régime dictatorial tenu d'une main de fer par le général Tapioca et ses sbires, Hergé décrivant un certain nombre d'instruments utilisés par le régime autoritaire pour assurer sa permanence. En premier lieu la surveillance des individus, sans laquelle la dictature ne peut se maintenir. Ainsi, dès leur arrivée au San Theodoros, le capitaine Haddock, le professeur Tournesol puis Tintin sont enfermés dans une villa truffée de micros et de caméras. Dans un second temps, c'est la mainmise du pouvoir sur la justice qui est évoquée, à travers le simulacre de procès de Bianca Castafiore.

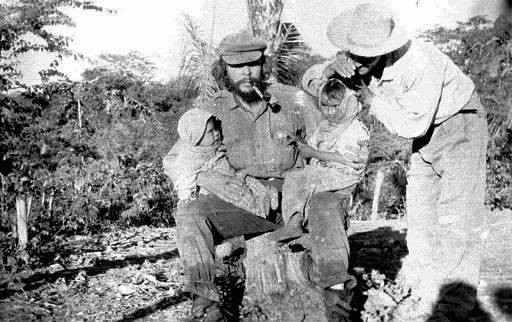
Le Che en 1967, à l'époque où il mène la guérilla en Bolivie.

À travers l'affrontement entre Alcazar et Tapioca, Hergé transpose surtout le contexte historique sud-américain, marqué par ses nombreuses révolutions, et finalement, les deux dictateurs sont « chacun le champion d'un camp » selon l'expression de Jacques Langlois. Si les Picaros du général Alcazar ressemblent aux guérilleros de Che Guevara, ils n'en ont que l'apparence vestimentaire : Alcazar est en effet soutenu par une puissance commerciale et financière américaine, l'International Banana Company. Il s'agit d'un pastiche de l'United Fruit Company, une société qui a notamment soutenu un coup d'État au Guatemala et financé l'opposition cubaine à Fidel Castro dans le but de protéger ses intérêts. De son côté, le général Tapioca apparaît comme une « marionnette du bloc de l'Est » puisqu'il est soutenu par la Bordurie du maréchal Plekszy-Gladz, qui lui a délégué le colonel Sponsz pour l'aider dans son entreprise militaire. Le philosophe Michel Serres considère que, sur le plan politique, cet album traite du principe de la répétition : le général Alcazar duplique Tapioca comme le panneau « Viva Alcazar » répète à la dernière image le panneau « Viva Tapioca » du début de l'album. Finalement, qu'importe la révolution, une dictature en remplace une autre.
De même, Pascal Ory estime que « l'humanisme hergéen » apparaît dans le renvoi dos à dos des deux dictateurs, Alcazar et Tapioca, comme pour souligner que si le décor change, la misère du peuple reste la même. Michel Porret voit quant à lui dans cet album un « épisode du désenchantement conservateur sur la révolution politique qui reproduit l’inégalité sociale qu’elle veut abolir ».

## Postérité
En 1978, le navigateur Gilles Le Baud, fondateur du Spi Ouest-France, donne le nom de Général Tapioca à son nouveau monocoque, un Half Tonner construit pour participer à la Course de l'Aurore, qu'il remporte finalement.

#### Album en couleurs
- Hergé, L'Oreille cassée, Tournai, Casterman, 1993 (1re éd. 1943), 62 p. (ISBN 978-2203001053).
- Hergé, Les Sept Boules de cristal, Tournai, Casterman, 1975 (1re éd. 1948), 62 p. (ISBN 2-203-00112-7, lire en ligne)
- Hergé, Coke en stock, Tournai, Casterman, 1958, 62 p. (ISBN 978-2-203-00118-3, lire en ligne).
- Hergé, Tintin et les Picaros, Tournai, Casterman, 1976, 62 p. (ISBN 978-2-203-00123-7, lire en ligne).

#### Ouvrages sur Hergé et son œuvre
- Jean-Marie Apostolidès, Les métamorphoses de Tintin, Paris, Flammarion, coll. « Champs », 2006 (1re éd. 1984), 435 p. (ISBN 978-2-0812-4907-3).
- Pierre Assouline, Hergé, Paris, Gallimard, coll. « Folio », 1996, 820 p. (ISBN 978-2-07-040235-9).
- Collectif, Le rire de Tintin : Les secrets du génie comique d'Hergé, L'Express, Beaux Arts Magazine, 2014, 136 p. (ISSN 0014-5270).
- Collectif, Tintin et le trésor de la philosophie, vol. Hors-série, Philosophie Magazine, 2020, 100 p. (ISSN 2104-9246).
- Philippe Goddin, Hergé et les Bigotudos : Le roman d'une aventure, Paris, Casterman, coll. « Bibliothèque de Moulinsart », 1990, 287 p. (ISBN 2-203-01709-0).
- Cyrille Mozgovine, De Abdallah à Zorrino : Dictionnaire des noms propres de Tintin, Casterman, 1992, 283 p. (ISBN 978-2203017115).
- Benoît Peeters, Hergé, fils de Tintin, Paris, Flammarion, coll. « Champs essais », novembre 2006, 627 p. (ISBN 978-2-08-123474-1, lire en ligne).
- Ludwig Schuurman, L'ultime album d'Hergé, Le Coudray-Macouard, Editions Cheminements, 2001, 205 p. (ISBN 2-914474-26-1, lire en ligne).